# HNLMS Abraham Crijnssen (1936)
«Абрахам Крийнссен» (нидерл. Hr.Ms. Abraham Crijnssen, англ. HNLMS Abraham Crijnssen) — нидерландский военный корабль — минный тральщик типа Jan van Amstel, названный в честь голландского флотоводца Абрахама Крийнссена.

## История
«Абрахам Крийнссен» был третьим по счёту из восьми тральщиков типа Jan van Amstel, построенных для Королевских военно-морских сил Нидерландов в 1930-х годах. Построен на верфи Werf Gusto в городе Схидам, Южная Голландия. Был спущен на воду 22 сентября 1936 года, введён в состав ВМС Нидерландов 26 мая 1937 года.
Как и все другие корабли этой серии, «Абрахам Крийнссен» имел длину 56 метров, ширину 7,6 метров, осадку 2,1 метра и водоизмещение 525 тонн. Все тральщики были оснащены двумя трехбарабанными котлами Yarrow и двумя паровыми машинами Stork, которые обеспечивали мощность 1690 л. с. (1260 кВт) для двух гребных винтов, что позволило кораблю развивать скорость хода в 15 узлов (28 км/ч). «Абрахам Крийнссен» имел на вооружении одно 76-мм орудие и две 20-мм пушки «Эрликон», а также груз глубинных бомб. Обычно корабль имел экипаж из 45 человек.

## Служба

### Вторая мировая война

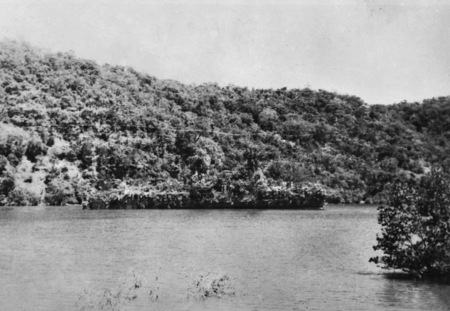
Замаскированный «Абрахам Крийнссен»

Корабль находился в городе Сурабая, Голландская Ост-Индия, когда Япония вступила во Вторую мировую войну. После поражения союзников в сражениях в Яванском море и в Зондском проливе в конце марта 1942 года всем кораблям было приказано отступить в Австралию. «Абрахам Крийнссен» должен был отплыть вместе с тремя другими военными кораблями, но оказался в одиночестве. Чтобы избежать обнаружения японскими самолётами (корабль не имел эффективных средств ПВО), тральщик был замаскирован под тропический остров. Для этого команда нарубила растительность с близлежащих островов и покрыла ею бо́льшую часть судна; корпус тральщика был окрашен «под скалы». Для усиления иллюзии корабль днём находился недалеко от берега и только ночью снимался с якоря. Таким образом невредимым он добрался до Фримантла, Западная Австралия, куда прибыл 20 марта 1942 года. «Абрахам Крийнссен» был последним военным судном, успешно покинувшим Яву, и единственным кораблём своего типа, который выжил.
После прибытия в Австралию тральщик был модернизирован, получив, в частности, гидролокатор. С 26 августа 1942 года он числился в Королевском австралийском военно-морском флоте и 28 сентября вернулся в строй под именем HMAS Abraham Crijnssen. Он служил в качестве корабля сопровождения противолодочного конвоя, а также использовался как плавучая база подводных лодок, которые перебазировались в Австралию после японского нападения. Голландский экипаж тральщика был пополнен моряками с выжившего британского эсминца HMS Jupiter и австралийским персоналом, командовал кораблём австралийский лейтенант. Сопровождая конвой в Сидней через Бассов пролив 26 января 1943 года, «Абрахам Крийнссен» обнаружил с помощью своего нового гидролокатора подводную лодку, которую атаковал вместе с корветом HMAS Bundaberg, но видимых результатов на поверхности обнаружено не было. Несколько глубинных бомб немного повредили сам тральщик и ему потребовался ремонт.
«Абрахам Крийнссен» вернулся обратно на службу в Королевские военно-морские силы Нидерландов 5 мая 1943 года, но оставался в австралийских водах оставшуюся часть Второй мировой войны. 7 июня 1945 года он покинул Сидней и отправился в Дарвин с нефтеналивной баржей (бывшей подводной лодкой HMAS K9) на буксире. 8 июня буксирный трос оборвался и подводную лодку выбросило на берег возле местечка Seal Rocks, Новый Южный Уэльс, где она была оставлена. В дальнейшем «Абрахам Крийнссен» использовался для разминирования гавани города Купанг до принятия японской капитуляции Тимора.

### После войны

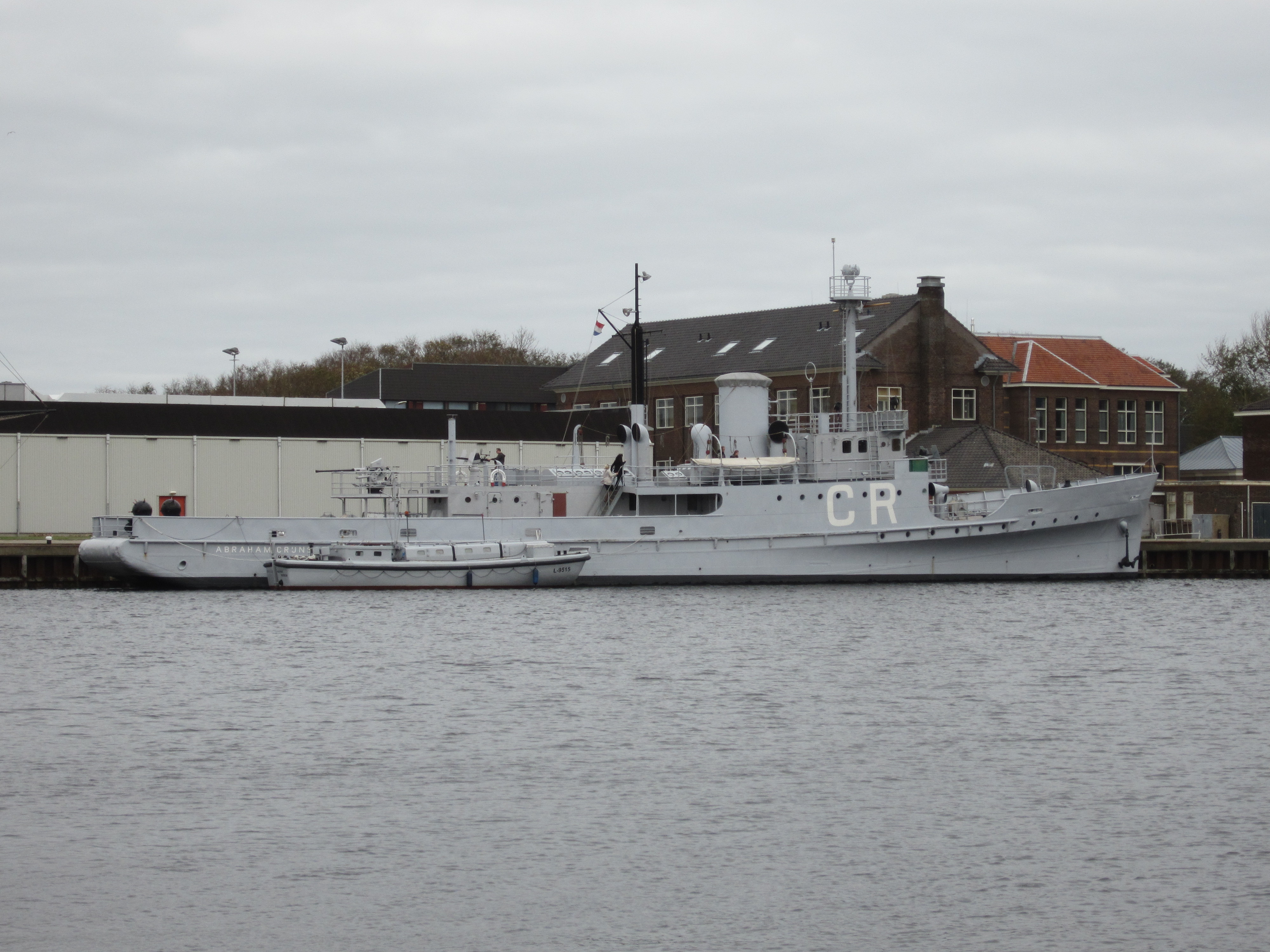
«Абрахам Крийнссен» в Ден-Хелдере, 2011 год

После окончания Второй мировой войны тральщик использовался для патрулирования Голландской Ост-Индии во время войны за независимость Индонезии. После признания Индонезии независимым государством, в августе 1951 года «Абрахам Крийнссен» отправился в Нидерланды, где в марте 1956 года был переоборудован в боновое заградительное судно.
Корабль был исключен из списка ВМС Нидерландов в 1960 году и выведен из эксплуатации в 1961 году. «Абрахам Крийнссен» был передан в дар морскому кадетскому корпусу (нидерл. Zeekadetkorps) для учебных целей. Он находился пришвартованным в Гааге с 1962 по 1972 год, после чего переехал в Роттердам, где использовался как блокшив.
В 1995 году «Абрахам Крийнссен» был передан в Военно-морской музей в Ден-Хелдере, где переоборудованный в свою военную конфигурацию находится по настоящее время.